# Dakimakura

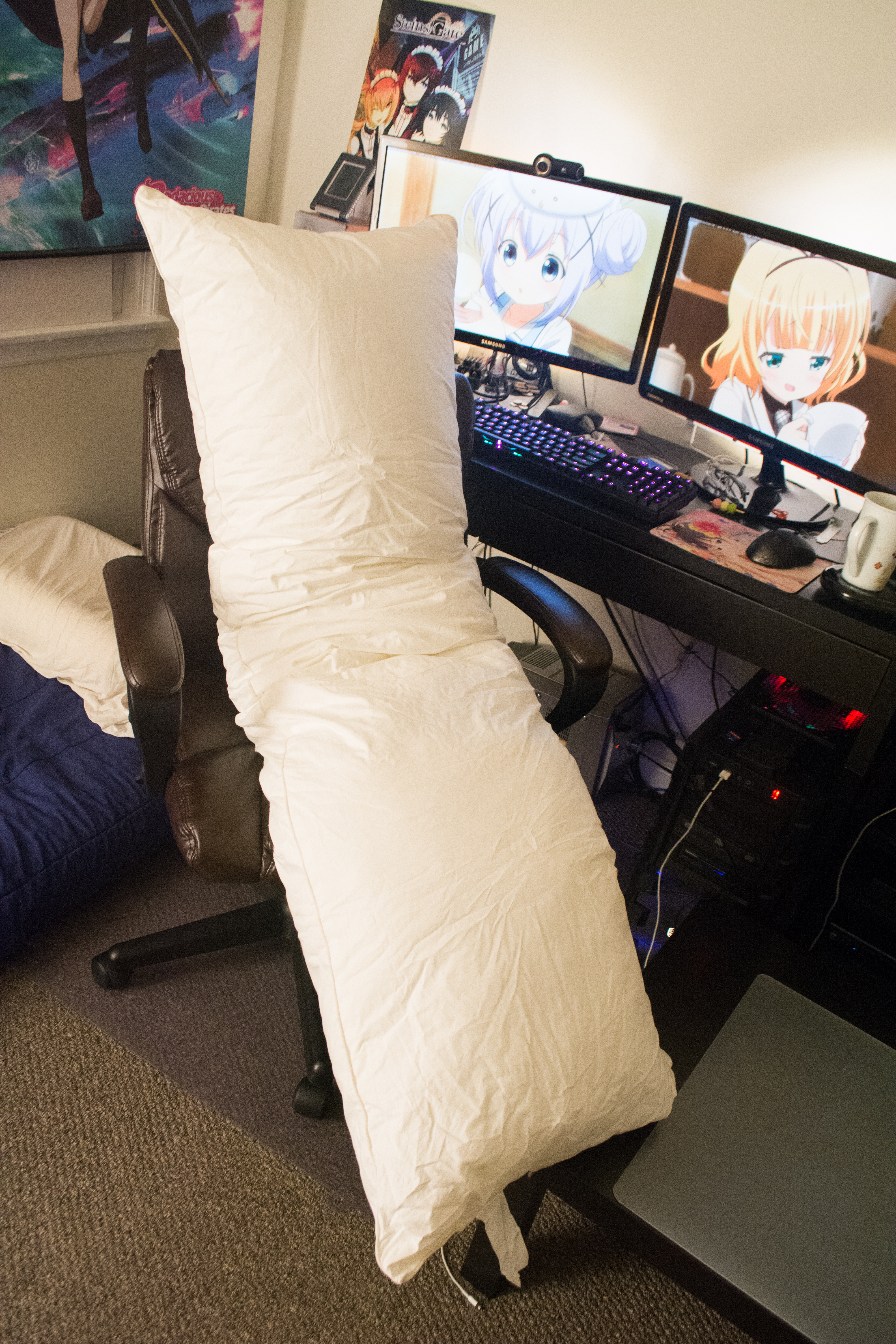
Un dakimakura appoggiato su una sedia

Il dakimakura (抱き枕?) da daki (抱き?, abbracciare o avvinghiarsi) e makura (枕?, cuscino) è un tipo di cuscino molto grande, tipico della subcultura otaku. I dakimakura sono molto simili ai cuscini ortopedici occidentali, e sono comunemente utilizzati dai giovani giapponesi come oggetti transizionali. Tuttavia, dal punto di vista occidentale, la parola "dakimakura" viene utilizzata per indicare cuscini con illustrazioni di personaggi maschili e femminili dello stile bishōnen e bishōjo.

## Storia
Negli anni novanta, il dakimakura cominciò ad entrare a far parte della sotto-cultura otaku, questo portò alla produzione di cuscini con stampate immagini di personaggi appartenenti a manga e ad anime. I primi dakimakura furono prodotti dalla compagnia Cospa, specializzata in cosplay e in oggettistica per otaku, che continua ancora oggi a produrli.